# Южно-Казахстанская областная универсальная научная библиотека имени Отырар
Южно-Казахстанская областная универсальная научная библиотека имени Отырар (каз. Отырар атындағы облыстық әмбебап ғылыми кітапханасы) — казахстанская библиотека в Шымкенте. Популярное название — Библиотека Отырар.
Государственное учреждение ЮК ОУНБ имени Отырар является подведомственной организацией Южно-Казахстанского областного управления культуры. ЮК ОУНБ является методическим центром для библиотек области, крупным хранилищем изданий ЮКО, генератором автоматизированных библиотечно-информационных ресурсов.
Директор ЮК ОУНБ имени Отырар с 2006 г. — Алтаева Н. Н..
Южно-Казахстанская ОУНБ обслуживает население бесплатно.

## История
Южно-Казахстанская ОУНБ начинает отсчет с 1899 г., когда в честь 100-летия со дня рождения А.С. Пушкина была создана на средства городской казны библиотека его имени, и которая открылась 27 мая.

## Библиотечный фонд
Фонд по всем отраслям знания комплектуется за счет государственных средств, книгообмена, даров и пожертвований. Архивная часть фонда литературы о крае подлежит постоянному хранению, пополняется в результате его научного изучения и ретроспективного комплектования. Библиотека входит в перечень организаций, которым в обязательном порядке рассылаются казахстанские авторефераты диссертаций. Особое внимание уделяется заполнению пробелов местных изданий до 1937 −1938 гг., сохранности и оцифровке коллекций газет ЮКО, именным коллекциям отдельных персон — широко известных уроженцев и деятелей ЮКО.

## Электронные ресурсы
Южно-Казахстанская ОУНБ с 1998 г. ведет Электронный библиотечный каталог, Электронную библиографическую картотеку статей и частей из сборников и монографий, формирует полнотекстовую Базу Данных, заключая договора с авторами. Южно-Казахстанская ОУНБ принимает участие в формировании Казахстанской национальной электронной библиотеки (КазНЭБ) и Казахстанского центра корпоративной каталогизации (КЦКК).

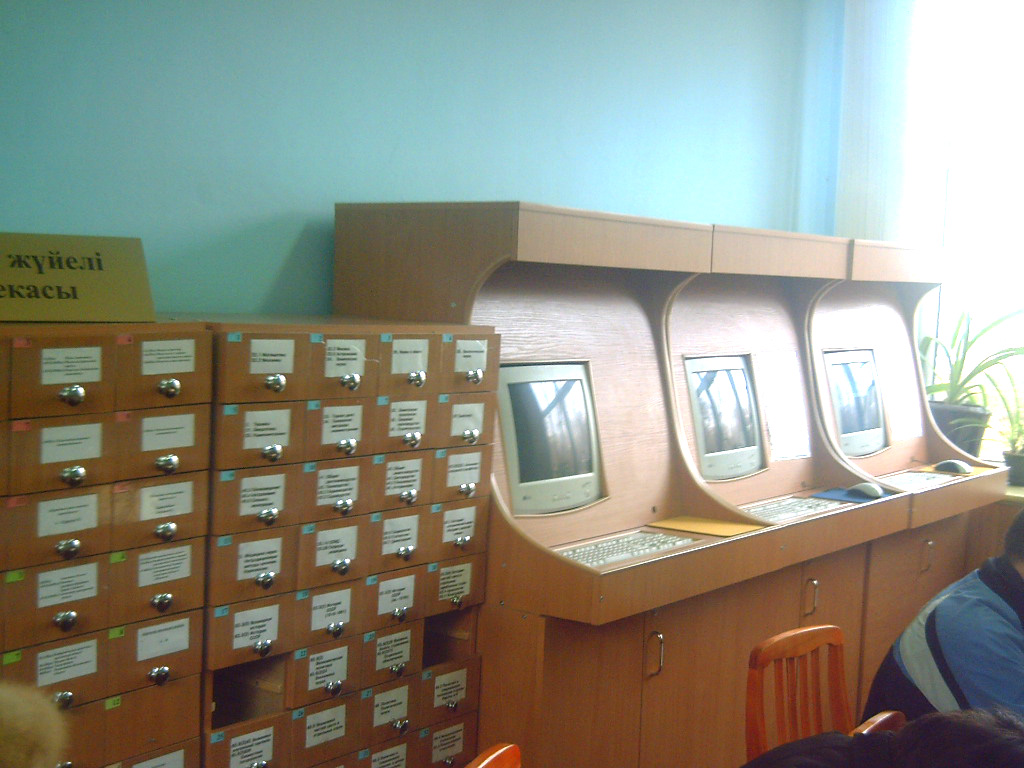
Электронный каталог ОУНБ ЮКО

## Отделы и сектора
Структура ЮК ОУНБ обеспечивает процессы комплектования, хранения и сохранности библиотечных фондов, выдачу литературы на дом и в читальные залы, поиск информации по каталогам, картотекам, энциклопедиям, библиографическим пособиям, в Интернете, а также методическое обеспечение библиотек области. В число основных функциональных служб ЮК ОУНБ входят: Абонемент; Читальные залы; Сектор периодических изданий; Отдел литературы на иностранных языках; Информационно-библиографический отдел; Отдел комплектования; Отдел обработки и организации каталогов; Отдел хранения основных фондов; Научно-методический отдел; Служба автоматизации. При содействии партнеров в ЮК ОУНБ открыты дополнительные службы: «Информационный центр», «Американский уголок», «Клуб любителей английского языка» и другие. Доступ в Интернет становится частью библиотечного обслуживания читателей. Точки доступа имеются в зале «Интернет» и других залах. Количество точек доступа будет увеличиваться, в том числе за счет беспроводных точек доступа на базе Wi-Fi с компьютера пользователя.

## Методическая деятельность
Южно-Казахстанская ОУНБ внесла определённый вклад в развитие библиотечного дела страны. Именно этой библиотеке было поручено первой в Казахстане в начале 1970-х годов создать эксперимент реорганизации сети государственных массовых библиотек на принципах централизации. Централизованная библиотечная система (ЦБС) города Кентау Южно-Казахстанской области стала опытной моделью создания ЦБС промышленного города.
Серьёзным документом для библиотек республики стал Примерный тематический план комплектования библиотечного фонда, составленный на базе ЮК ОУНБ и Каскеленской районной библиотеки. Южно-Казахстанская ОУНБ является методическим центром для городских и районных централизованных библиотечных систем. В число 11 районных ЦБС входят: Байдибекская (Центральная районная библиотека (ЦРБ)в селе Шаян), Казыгуртская (ЦРБ в селе Казыгурт), Мактааральская (ЦРБ в городе Жетысай), Ордабасинская (ЦРБ в селе Ордабасы), Отырарская (ЦРБ в селе Шаульдер), Сайрамская (ЦРБ в селе Аксукент), Сарыагашская (ЦРБ в селе Сарыагаш), Сузакская (ЦРБ в селе Шолаккорган), Толебийская (ЦРБ в городе Ленгер), Тюлькубасская (ЦРБ в селе имени Турара Рыскулова), Шардаринская (ЦРБ в городе Шардара).

### Участие в республиканских, международных и областных проектах
- Шымкент стал первым городом в регионе Юг Казахстана, получившим статус Библиотечной столицы[12]. Согласно условиям выбора Библиотечной столицы, Акимат области содействует преобразованиям материально-технической части библиотек, библиотеки готовят презентации новых форм библиотечно-информационной работы по своим оригинальным методикам и сценариям, а Библиотечная ассоциация Республики Казахстан (БАРК) апробирует итоги, планы, проекты своей деятельности. В 2007 году Шымкент принимал участников из областей республики и библиотек других стран. Основную практическую работу по проведению масштабного республиканского мероприятия выполнил коллектив методического центра области — ЮК ОУНБ. Обширная программа, в том числе научно-практическая конференция «Книга и Великий Шелковый путь» была полностью выполнена, по итогам принята Резолюция.
- Южно-Казахстанская ОУНБ в лице Вахитовой Ирины Фуатовны, которая работала директором до 2006 г., впервые принимала участие в работе 61 сессии Совета и Генеральной конференции ИФЛА «Библиотека будущего». Событие состоялось 20-26 августа 1995 г. в Турции городе Стамбул[13] и оказало влияние на активное внедрение высоких информационных технологий в работу ЮК ОУНБ.
- Южно-Казахстанская ОУНБ не только принимает участие в работе Генеральных конференций ИФЛА, но и сотрудничает с ИФЛА по различным программам этой международной организации. При содействии БАРК на базе ЮК ОУНБ и Центральной библиотеки ЦБС г. Туркестан проведен республиканский тренинг по программе ИФЛА «Создание сильных библиотечных ассоциаций» (IFLA BSLA)[14].
- Южно-Казахстанская ОУНБ входит в число учредителей Ассоциации библиотечных работников Южно-Казахстанской области.

## Здание
Южно-Казахстанская ОУНБ занимает многоэтажное здание в административном центре города. Постройка фундаментальная. Благоустроенные помещения имеют соответствующие удобства санитарной гигиены для сотрудников и читателей. В новом административном центре Шымкента планируется строительство современного здания ЮК ОУНБ, отвечающее санитарно-гигиеническим требованиям сохранности библиотечного фонда, оборудованное для использования достижений hi-tech в работе.